# Goodbye Earth
Production
Diffusion
Goodbye Earth (hangeul : 종말의 바보 ; RR : Jongmal-ui babo ; MR : Chongmarŭi pabo ; litt. « Le fou de la fin du monde ») est une mini-série télévisée sud-coréenne en 12 épisodes de 47 à 65 minutes, créée par Kim Jin-min et diffusée le 26 avril 2024 sur la plateforme Netflix. Il s'agit de l'adaptation du roman japonais Shūmatsu no fūru (終末のフール, 2006, litt. « Le fou de la fin du monde ») de Kōtarō Isaka,,.

## Synopsis
La NASA a annoncé, il y a quelque temps, qu'un astéroïde qui s'approche de la Terre entrera en collision dans 280 jours. Il ne reste plus que 200 jours : la Corée du Sud, comme dans les quatre coins du monde, est plongée dans le chaos et les habitants de Woongcheon essaient de survivre malgré l'apocalypse.

## Distribution
Source et légende : version française (VF) sur RS Doublage

### Acteurs principaux
- Ahn Eun-jin (VF : Marion Peronnet) : Jin Se-kyung
- Yoo Ah-in : Ha Yoon-sang
- Jeon Sung-woo (en) : Woo Seong-jae, le prêtre
- Kim Yoon-hye (VF : Laure Filiu) : Kang In-ah

### Acteurs secondaires
- Kim Kang-hoon (en) (VF : Luca Garzo) : Park Jin-seo
- Kim Do-hye (VF : Elia-Carmine Robbe) : Jeong Ha-yool
- Kim Bo-min (ko) (VF : Adeline Clément) :  Yoo So-min
- Baek Ji-won (en) (VF : Magali Rosenzweig) : Oh Gye-hyang
- Eun Ye-jun : Kim Min-ho
- Park Hyuk-kwon (en) (VF : Nicolas Beaucaire) : Jeong Soo-geun
- Lee Dong-chan : le grand-père
- Jo Si-yeon : Seo Hae-chan
- Kim Han-sol : Seo Woo-chan
- Kim Yeo-jin (en) : Yeo Mi-ryeong
- Cha Hwa-yeon : Joo Myeong-ok
- Kim Young-woong (ko) : Kim Dae-han
- Lee Si-hoon (ko) : Park Sang-woo
- Kang Seok-woo (en) : le père Baek
- Park Joo-hee (en) : Lee Chae-hwan
- Sung Byung-sook (ko) : Sin Jeong-soon
- Jong-Jun Jeong (ko) : Kim Soo-Dong
- Kim Young-ok : Kim Bo-ae
- Shin Eun-jung (en) : Min Hee-jin
- Hong Woo-jin (ko) : Jang Beom
- Jung Sae-byeol (ko) : Gong Ji-eun
- Yoon Seo-ah (ko) : Chae Yeong-ji
- Hwi-jong Lee : Jo In-tae
- Baek Joo-hee (en) : Do Jeong-ah
- Jung Yeon : Im Seon-joo
- Bek Hyunjin (en) : Jo Gwang-hyeon
- Han Seung-hee : Lee Kyung-hee
- Seo Ye-hwa (en) : Soo Joo-yeon
- Kim Min-chul : Na Hyeon-jae
- Ryu Sung-rok (ko) : le sergent Kim
- Park Ho-san (en) : le commandant de bataillon
- Lee Joo-yeon : Kim Min-ji
- Song Ji-hyuk : Maeng Sang-byeong
- Lee Seo-hwan : Haengbogwan
- Do Jeong-hwan : Lee Jae-min
- Lee Hyeon-geol : Bae Jong-su
- Baek Suk-kwang : Hong Ki-pyo
- Cha Cha-hak : Song Cha-jang
- Lim Ki-hong : l'opérateur de bunker d'eau
- Shin Dam-soo  : le chef de l'équipe d'enquête
- Kim Byeong-cheol : le directeur Park
- Lee Heon-ju : Oh Seon-hyang
- Kim Byeong-hee : Lim General-moo
- Go Gyeong-min : Chae Young-han

### Apparition exceptionnelle
- Seo Sang-won (en) : le Président par intérim (épisode 1 et 3)
- Jeon Jeon-gi (ko) : le directeur du centre de recherche (épisode 8)
- Lee Joo-sil : la grand-mère Se-kyung (épisode 10)
- Lee Yong-yi (en) : la grand-mère de Yoon Sang (épisode 10)

## Production

### Genèse et développement
Fin novembre 2021, une nouvelle série télévisée intitulée Goodbye Earth s'annonce pour Netflix, adaptée le roman japonais Shūmatsu no fūru (終末のフール, 2006, litt. « Le fou de la fin du monde ») de Kōtarō Isaka — inédit dans les pays francophones, dépeigant les 200 jours avant la fin du monde d'où un astéroïde entre en collision avec la Terre. Elle est produite par IMTV, écrite par la scénariste Jeong Seong-joo (ko) et réalisée par Kim Jin-min (en) qui en est égaliement producteur associé avec la plateforme pour la troisième fois. Bien que l'histoire du roman se déroule à Sendai, au Japon, IMTV assure que « c'est la même histoire (…), mais les décors et les personnages sont évidemment différents. ».

### Attribution des rôles
|  |

Fin novembre 2021, Ahn Eun-jin et Yoo Ah-in se sont vus proposer pour les rôles principaux, l'ancienne enseignante devenue volontaire de l'association de l'enfance et la jeunesse, Jin Se-kyung, et le prêtre, Woo Seong-jae. M-décembre, Jeon Sung-woo (en) est également choisi pour un rôle non mentionné, et Yoo Ah-in s'est vu changer de rôle, celui d'Ha Yoon-sang, chercheur en biotechnologie et amant de Jin Se-Kyung.
Mi-janvier 2022, Yoo Ah-in, Ahn Eun-in et Jeon Sung-woo — qui incarne le rôle du prêtre Woo Seong-jae, auparavant destiné à Yoo Ah-in — confirment leur participation au projet de Goodbye Earth, ainsi que Kim Yoon-hye choisie pour le rôle de Kang In-ah,. Début mai, Seo Ye-hwa (en) révèle avoir un rôle dans la série.

### Tournage
Le tournage débute mi-janvier 2022, et prend fin ce 31 août.

### Fiche technique
Sauf indication contraire ou complémentaire, les informations mentionnées dans cette section proviennent du générique de fin de l'œuvre audiovisuelle présentée ici.
- Titre original : 종말의 바보
- Titre international et français : Goodbye Earth
- Création et réalisation : Kim Jin-min (en)
- Scénario : Jeong Seong-joo (ko), d'après le roman Shūmatsu no fūru (終末のフール, 2006) de Kōtarō Isaka
- Musique : Hwang Sang-joon
- Photographie : Cho Sung-hwan et Son Won-ho
- Montage : Nam In-joo
- Production : Lee Young-sook
- Production exécutive : Lim Young-jin (ko)
- Sociétés de production : IMTV et Studio S
- Société de distribution : Netflix
- Pays de production :  Corée du Sud
- Langue originale : coréen
- Format : couleur
- Genre : anticipation, drame, dystopique, science-fiction post-apocalyptique
- Nombre de saisons : 1
- Nombre d'épisodes : 12
- Durée : 47 à 65 minutes
- Date de première diffusion : 26 avril 2024 sur Netflix

## Diffusion
Goodbye Earth devait être diffusée au quatrième trimestre en 2023 sur Netflix, puis s'avère compliquée à la suite du scandale de Yoo Ah-in lié aux drogues,,. Mi-décembre, la plateforme annonce que la diffusion de la série aurait été reportée en avril 2024 et que les scènes avec Yoo Ah-in seraient supprimées autant que possible.
Fin mars 2024, sa diffusion est finalement confirmée le 26 avril 2024.

## Épisodes
1. L'Enfer du terrain (축구, 제기랄 저럴 줄 알았어!) (litt. « Le foot, je savais que ça allait être comme ça ! »)
2. Quand l'amour revient (러브 이즈 백) (litt. « L'amour est de retour »)
3. Des papillons dans le ventre (조마조마해) (litt. « Je suis stressé »)
4. Felix culpa (행복한 죄) (litt. « Le péché heureux »)
5. La Fille au chat (고양이를 안고 온 소녀) (litt. « La fille tenant un chat »)
6. Beaucoup de bruit pour rien (헛소동) (litt. « Quelle agitation ! »)
7. Arirang, impossible d'oublier (아리랑; 갔지만, 잊혀지진 않아) (litt. « Arirang, parti mais pas oublié »)
8. Dum spiro spero (살아 숨 쉬는 한) (litt. « Tant que je vis et respire »)
9. Malheur est bon (실낱 같은) (litt. « Le filiforme »)
10. Exode éclipsé (탈출, 이지러지다) (litt. « S'échapper, s'effondrer »)
11. Le Dernier Noël (마지막 크리스마스) (litt. « Dernier Noël »)
12. Au revoir la Terre (안녕 지구) (litt. « Bonjour la terre »)

## Accueil critique
Le 2 mai 2024, soit une semaine après la première diffusion, la série s'est classée au neuvième rang selon le Top 10 Neflix des séries télévisées non-anglophones.
En France, sur le site Allociné, elle obtient une note moyenne de 2.8⁄5 à partir de l'interprétation de 10 critiques spectateurs.